# Rowek (Podlaquia)
Rowek [pronunciación en polaco: /ˈrɔvɛk/] es un pueblo en el distrito administrativo de Gmina Szudziałowo, dentro del Distrito de Sokółka, Voivodato de Podlaquia, en el noreste de Polonia, cerca de la frontera con Bielorrusia.